# Plailly
Plailly és un municipi francès al departament de l'Oise i a la regió dels Alts de França. L'any 1999 tenia 1.580 habitants. Plailly es troba a 35 quilòmetres de París i a 15 quilòmetres de l'aeroport Charles de Gaulle, a prop dels boscos de Chantilly i d'Ermenonville. També està a prop de ciutats històriques com ara Senlis o Chantilly.

Avrechy forma part del cantó de Senlis, que al seu torn forma part del districte de Senlis. L'alcalde de la ciutat és Michel Mangot (2001-2008).

## Llocs d'interès
- El Parc Astèrix